# 屯門醫院

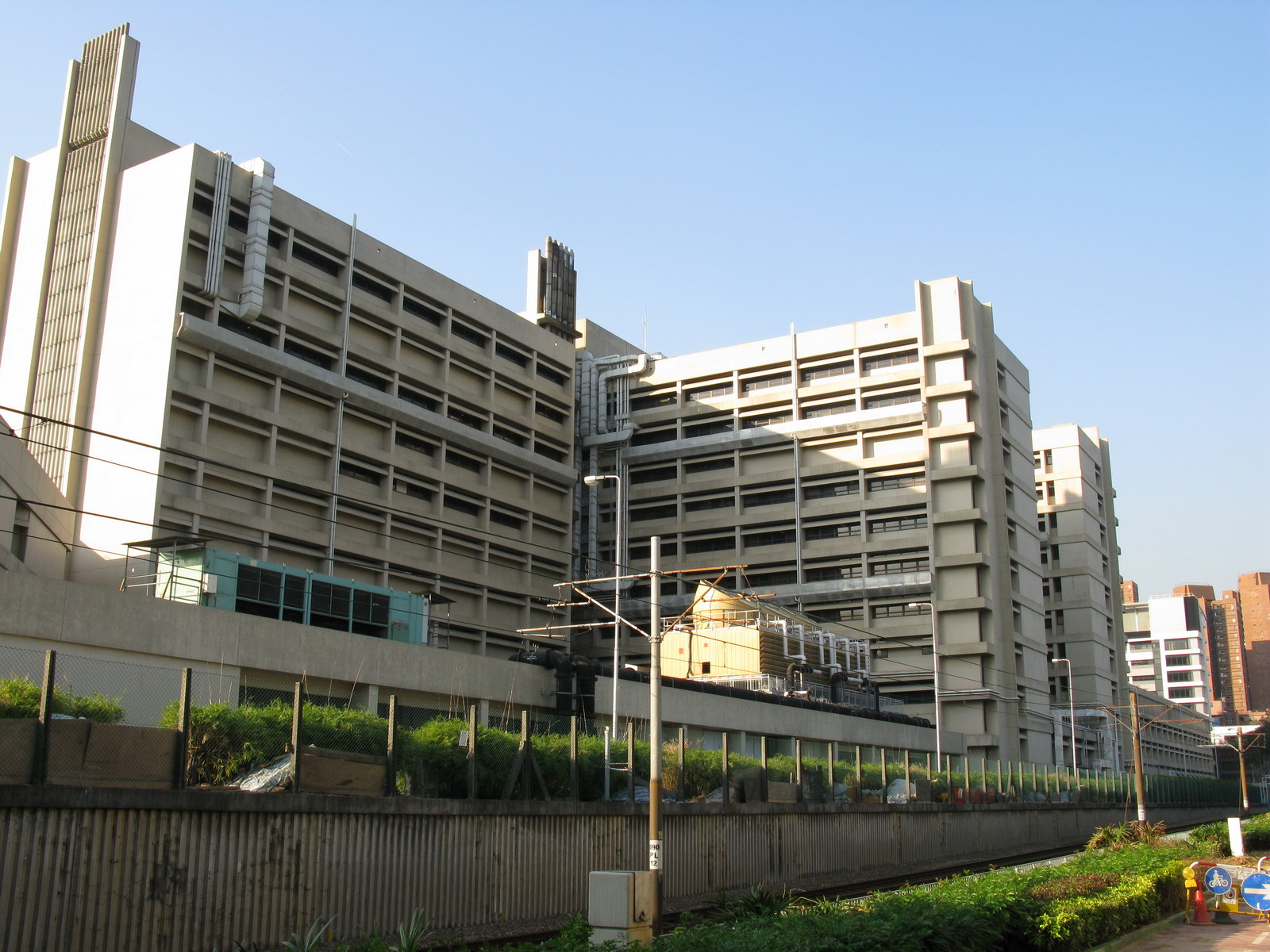
屯門醫院主座

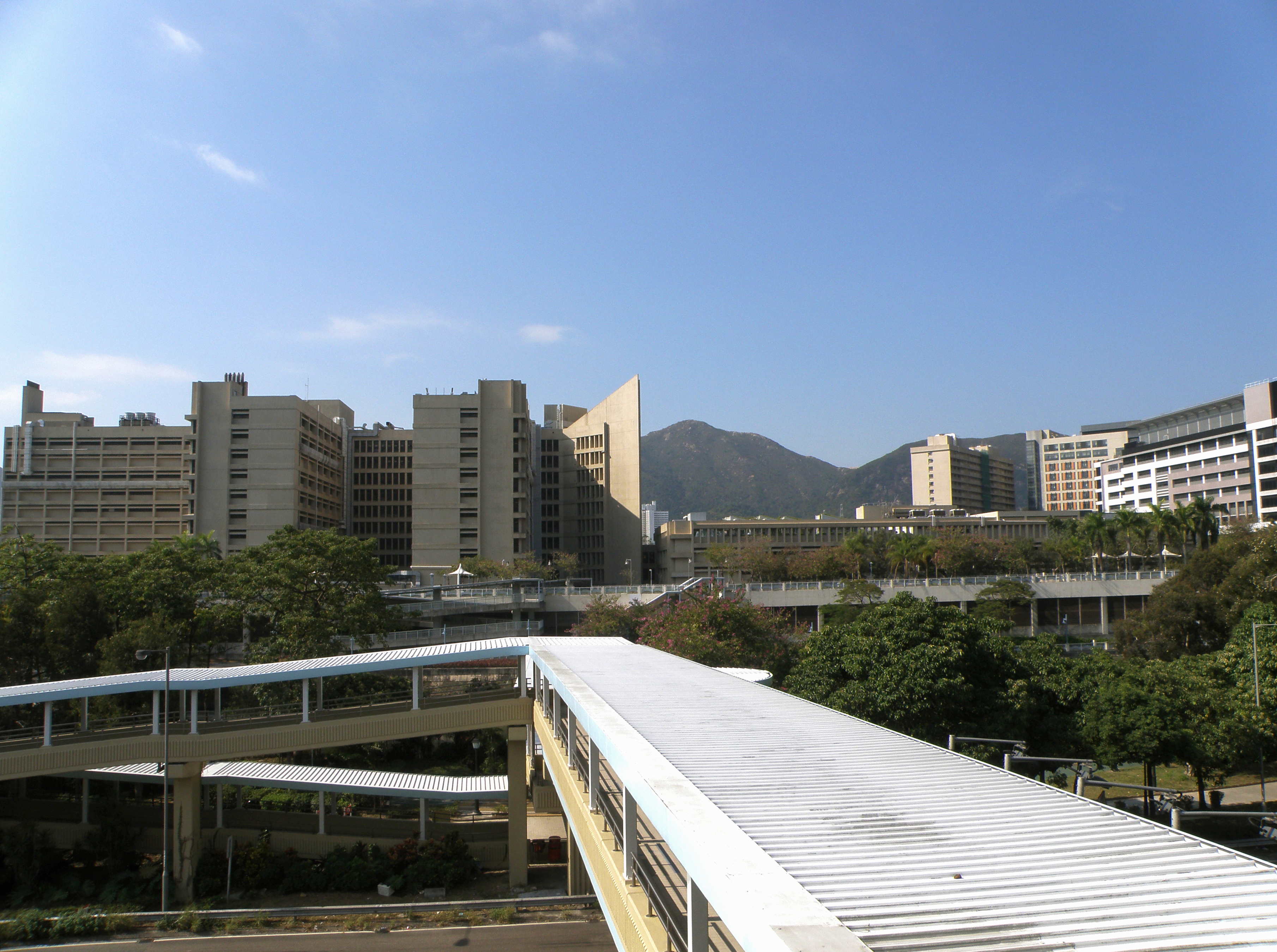
鳳地站望屯門醫院

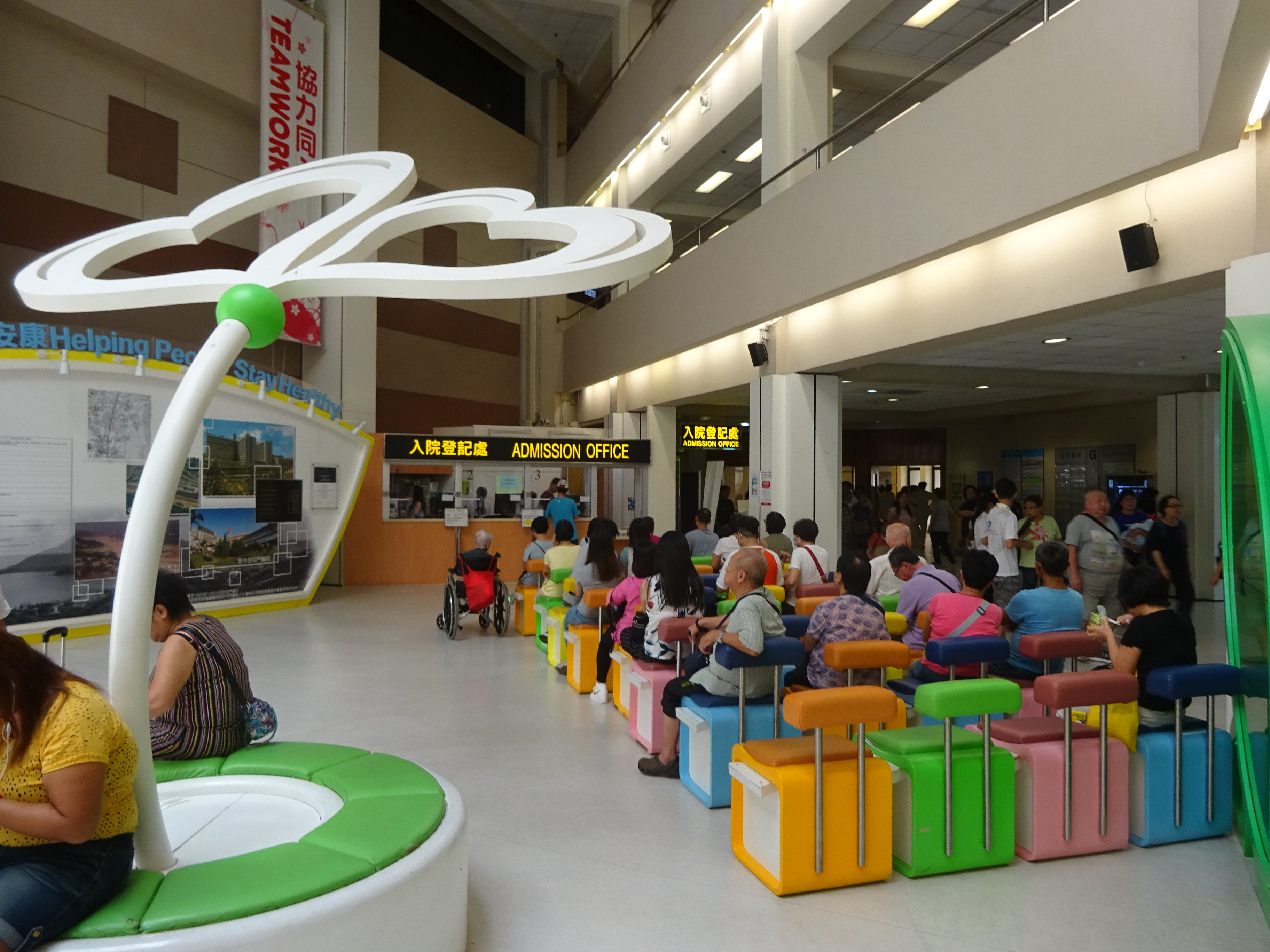
屯門醫院大堂

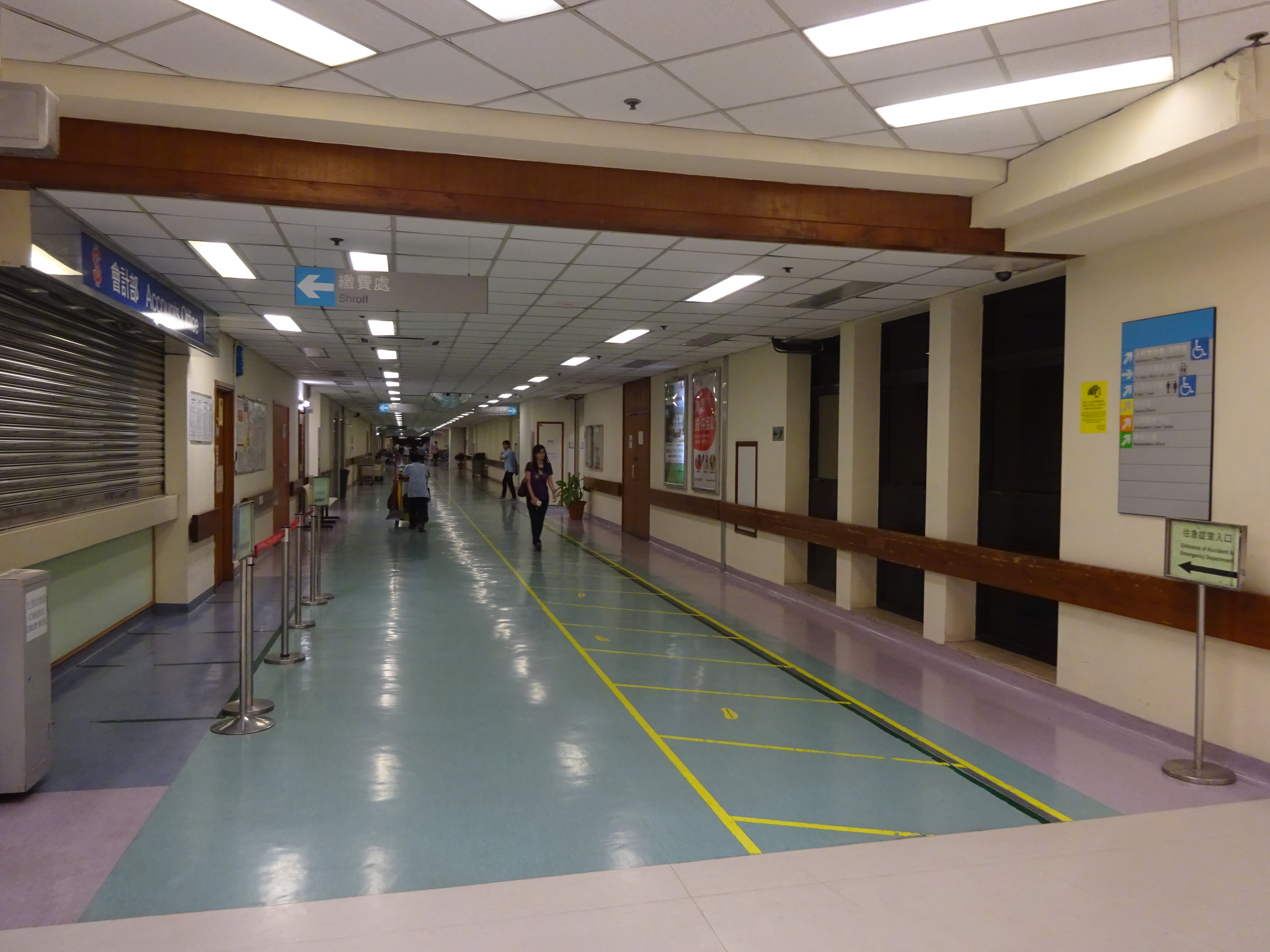
屯門醫院通道

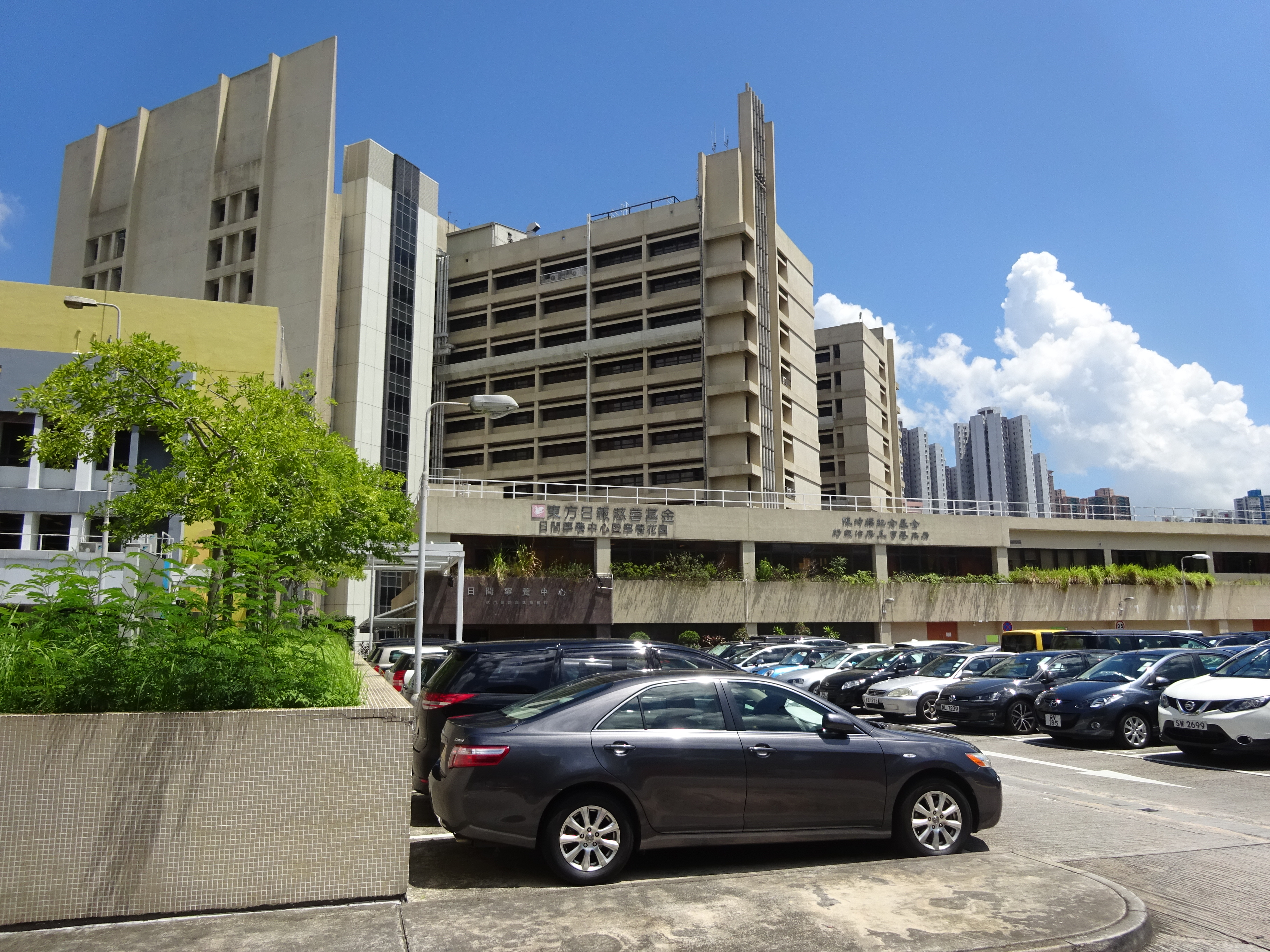
屯門醫院內的上落客區

屯門醫院（英語：Tuen Mun Hospital，醫院管理局內部代碼：TMH）是香港新界屯門區一所大型公立區域全科醫院，隸屬於新界西聯網，為該聯網的龍頭醫院及主要急症轉介中心。醫院於1990年3月8日投入服務，現址位於屯門青松觀路，毗鄰兆康苑及屯門河西岸，佔地約8.5公頃，主要服務屯門區及元朗區約120萬人口。
作為新界西主要的急症醫療機構，屯門醫院設有約1,800張病床（截至2023年），提供24小時急症室服務、住院服務、專科門診及日間醫療服務，涵蓋內科、外科、婦產科、兒科、骨科、麻醉科、放射科等20多個臨床專科。醫院同時設有新生嬰兒深切治療部、心臟導管中心、中風中心等第三層專科服務，並營運屯門眼科中心及屯門牙科診所等專科設施。
屯門醫院的興建計劃始於1970年代，以應付新界西區人口增長帶來的醫療需求。醫院分階段啟用，首期工程於1990年完成，其後陸續擴建，包括1997年增設創傷中心、2005年完成擴建工程增加病床至現有規模。由於服務範圍涵蓋屯門、元朗及天水圍，且區內缺乏私家醫院，屯門醫院長期面對資源緊張及服務量過大的挑戰，病床使用率高企，例如2013年外科病床使用率達106.4%。2017年天水圍醫院啟用後，部分壓力得以舒緩，但高峰期如夏季流感期間，內科病房使用率仍高達140%至150%，加劇人手短缺問題。
過去，屯門醫院因醫療事故及手術表現問題備受關注，特別是2009/10年度外科手術後30日死亡率高於其他公立醫院，2010/11、2012/13及2014/15年度的非緊急手術表現亦較差，併發症及死亡風險超出標準水平。這些問題部分源於資源不足及服務負擔過重，影響醫護人員士氣，導致部分醫生離職或不願透露任職於該院。儘管如此，屯門醫院持續改善設施與服務，致力應對地區醫療需求。
2023年6月，耗資約50億港元的新手術室大樓正式啟用，手術室數量由11間增加至20間，並配備先進的混合式手術室及智能手術系統，預計可將每年手術量提升約40%。醫院現任行政總監為王耀忠醫生，他於2017年9月獲委任此職。
2025年1月，屯門醫院參與「大灣區跨境直通救護車試行計劃」，接收首名從香港大學深圳醫院轉診的患者，促進跨境醫療協作。

## 歷史

### 1990年代
1979年，香港政府開始籌備屯門醫院的建造工程，原址為水田，策劃及施工期超過十年，當時一度堪稱全球最大的醫院建設工程。由工務局設計，青木建設承建，1982年動工，1986年8月28日由時任布政司鍾逸傑爵士主持平頂儀式。。屯門醫院在1990年3月8日正式投入服務，1991年首季開幕，並由時任香港總督衛奕信主持開幕典禮。
1990年3月8日，屯門醫院開始接收住院病人，整間醫院設有病床1,000幾百張。而日間診療病房亦於1990年11月開始投入服務，提供日間診療服務。在1991年年底為止，已啟用的病床有770張，急症室的服務時間亦已延長至每日12小時。急症室於1992年1月開始提供24小時服務。醫院並1995年4月11日增設弱智科，擁有二百張病床，為嚴重智障成年人士提供醫療住宿服務。
其後陸續增加設施，1997年1月放射治療及腫瘤科日間寧養中心開幕，同年4月放射診斷及核子醫學科——磁力共振及電腦中心開幕，設置多種最先進的醫療器材，如磁力共振掃描機及伽瑪放射攝影機，提供核子醫學研究及治療服務，更設有輻射事故緊急應變中心（後改為緊急輻射治療中心），照顧受輻射感染的病人。本港另一間設有同類應變中心的醫院，乃位於港島東的東區尤德夫人那打素醫院。

### 2000年代
為配合新界西醫院聯網的發展，屯門醫院由傳統的病人住院服務轉趨著力發展以日間及社區醫療為主的服務模式。於是決定與建日間醫療中心，於2000年9月奠基及平頂，於2001年6月26日正式啟用，為區內居民提供多項專科門診服務。
2003年沙士事件期間，屯門醫院接收了3名沙士病人，惟由於胸肺專科醫生不足，在當時為胸肺科內科女醫生謝婉雯主動要求調到非典高危病房工作，其後感染致命病毒，成為因為搶救沙士病人而殉職的首位公立醫院醫生。而男護士劉永佳亦因照顧非典型肺炎病人而殉職，成為首位殉職護士。
2005年，由分科診所大樓改建的眼科中心開幕，樓高3層，為區內市民提供全面的眼科專科門診服務。2007年，綜合化療及日間護理中心落成。此外，一座13層的康復大樓於2007年8月中啟用，及分階段投入服務，大樓各病房樓層均提供專職醫療服務。為解決醫護人員不足問題，屯門醫院於2008年開設普通科護士學校。
屯門醫院於2000年代末期至2010年代初期發生多宗嚴重醫療事故，主因是其服務量過大、資源貧乏，且供不應求，連續多年被評級為表現最差劣的香港醫院，手術後病人出現併發症及死亡率的風險，超出標準水平兩至三倍，並且成為病人接受手術後30日死亡率最高的香港醫院。此種情況導致屯門醫院人員士氣極為低落，有人員寧願不升職，並且打算離職，甚至有醫生不敢向友儕稱在屯門醫院工作，因此被部份香港報章形容為「地獄醫院」和「攞命醫院」。

### 2010年代
為了提升病人服務質素及改善落後的硬件設備，屯門醫院逐引入先進技術及更新了多種醫療儀器。於2011年加強血液透析服務，設置第二部磁力共振掃描機，並於2012年設立自體造血幹細胞移植中心。
2012年至2013年度《手術成效監察計劃》連續第5年被評級為「表現遜色」，報告認為這是和屯門醫院床位爆滿有關，使用率高達106.4%，為香港唯一一間使用率逾百的醫院。經過統計學分析，更首度發現病床額爆滿與手術死亡率高企有關。。醫院管理局的統計顯示，屯門醫院的緊急手術數字冠絕全香港，於上一年度逾13,000宗，比較第二位的伊利沙伯醫院多逾3,000宗。報告建議調配部分屯門醫院的人手往博愛醫院，讓博愛醫院發展緊急手術服務（博愛醫院的外科病床使用率為65%，有能力處理更多手術項目。），以分擔屯門醫院的壓力。將屯門醫院的病人分流至博愛醫院，將能夠有效改善屯門醫院將來的手術表現。屯門醫院發言人表示，外科部及深切治療部亦會進一步增強現有的溝通機制，讓病人手術前後得到更佳跟進及護理，會致力增加外科病床數量，加開手術節數及增聘人手；在長遠計劃中亦會增加手術室數目。
至2015年，自《手術成效監察計劃》實行6年來，屯門醫院首次在緊急及非緊急手術的表現均合乎預期，全年逾1,000宗預約手術中，僅5宗死亡；逾600宗緊急手術中，則31宗死亡。醫管局外科統籌委員會主席兼屯門醫院外科部門主管文志衞坦言，屯門醫院現有64名外科醫生，前年只有50多名，增加人手及手術室節數是令服務提升關鍵。
2016年，屯門醫院資源一向較其他大型急症醫院遜色，僅設11間手術室，使用率經常爆滿。政府因此撥款2000億元進行十年醫院發展計劃，追加撥款予屯門醫院，紓緩當區醫療服務供不應求的問題。屯門醫院計劃興建樓高10層的新手術室大樓，手術室增加八成至20間，數目追貼瑪麗醫院和伊利沙伯醫院；並擴建急症室、深切治療部等，以應對新界西發展和人口老化，預計大樓會於2020至2021年逐步投入服務。
屯門醫院新急症室於2023年6月15日上午八時啟用，舊急症室隨之關閉。新急症室大樓樓高10層，總樓面面積約2.2萬平方米。新急症室將設立5個分流站、4個登記櫃位，等候區座椅將由100個增至150個，診症室亦由6個增至10個，擴建部分亦增設發燒等候區以及負壓診症室，可容納24人。新急症室啟用後，舊急症室即開始進行翻新。工程完成後，急症室的面積將增至3800平方米。

## 組織架構
新界西醫院聯網總監和屯門醫院
- 行政總監：
  - 王耀忠 醫生
- 副行政總監：
  - 鄭振邦 醫生

屯門醫院管治委員會
- 主席：
  - 陳富強 先生，BBS（前港鐵公司人力資源總監）
- 委員：

| - - 陳鑑光 博士 - 葉珮嫦 醫生 - 王振聲 博士，MH - 殷巧兒 女士，MH，JP | - - 李洪森 先生，MH - 楊秀明 先生 - 葉永堂 先生 - 袁孟峰 教授 |

## 建築規模

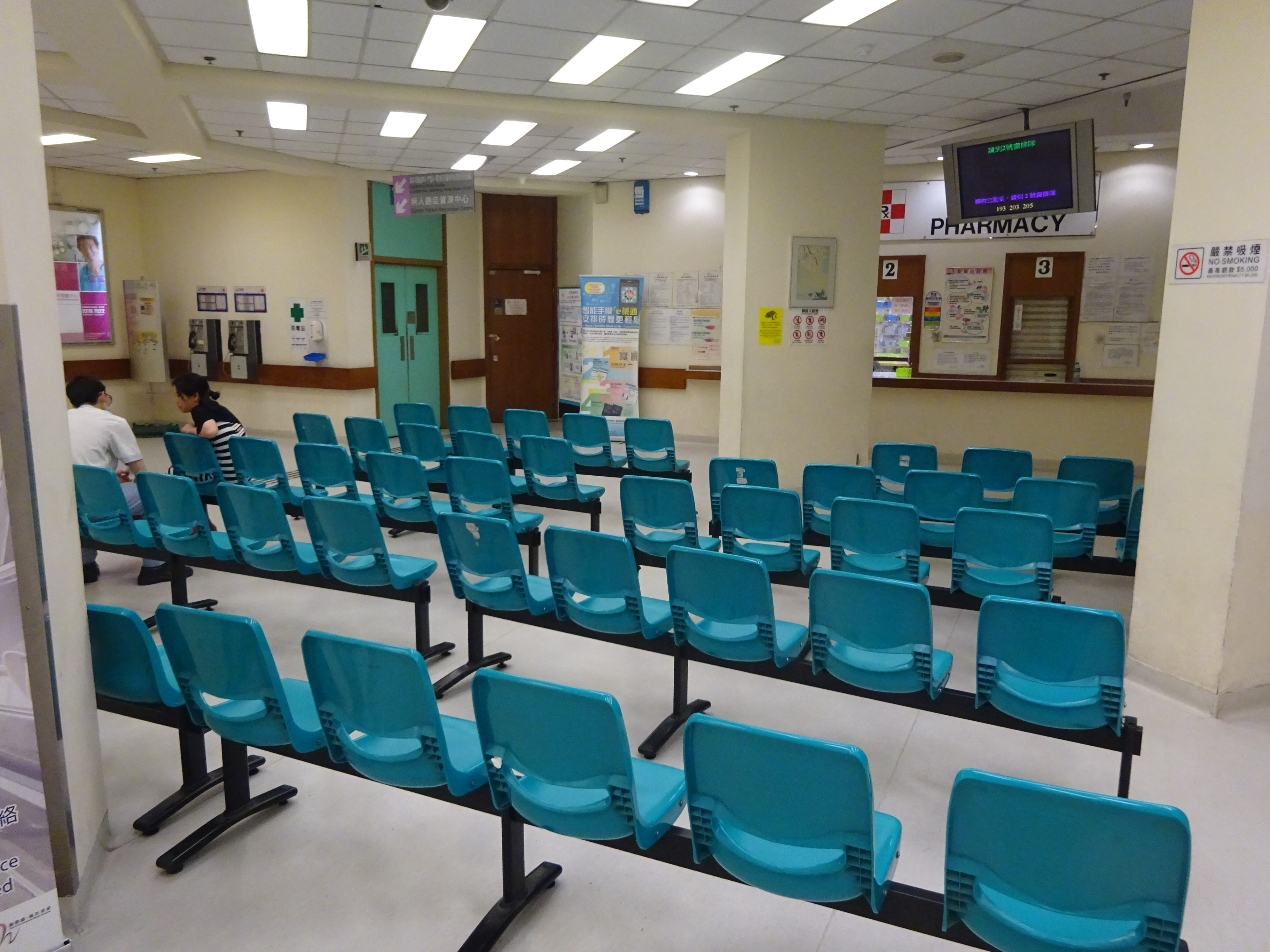
屯門醫院內的藥房

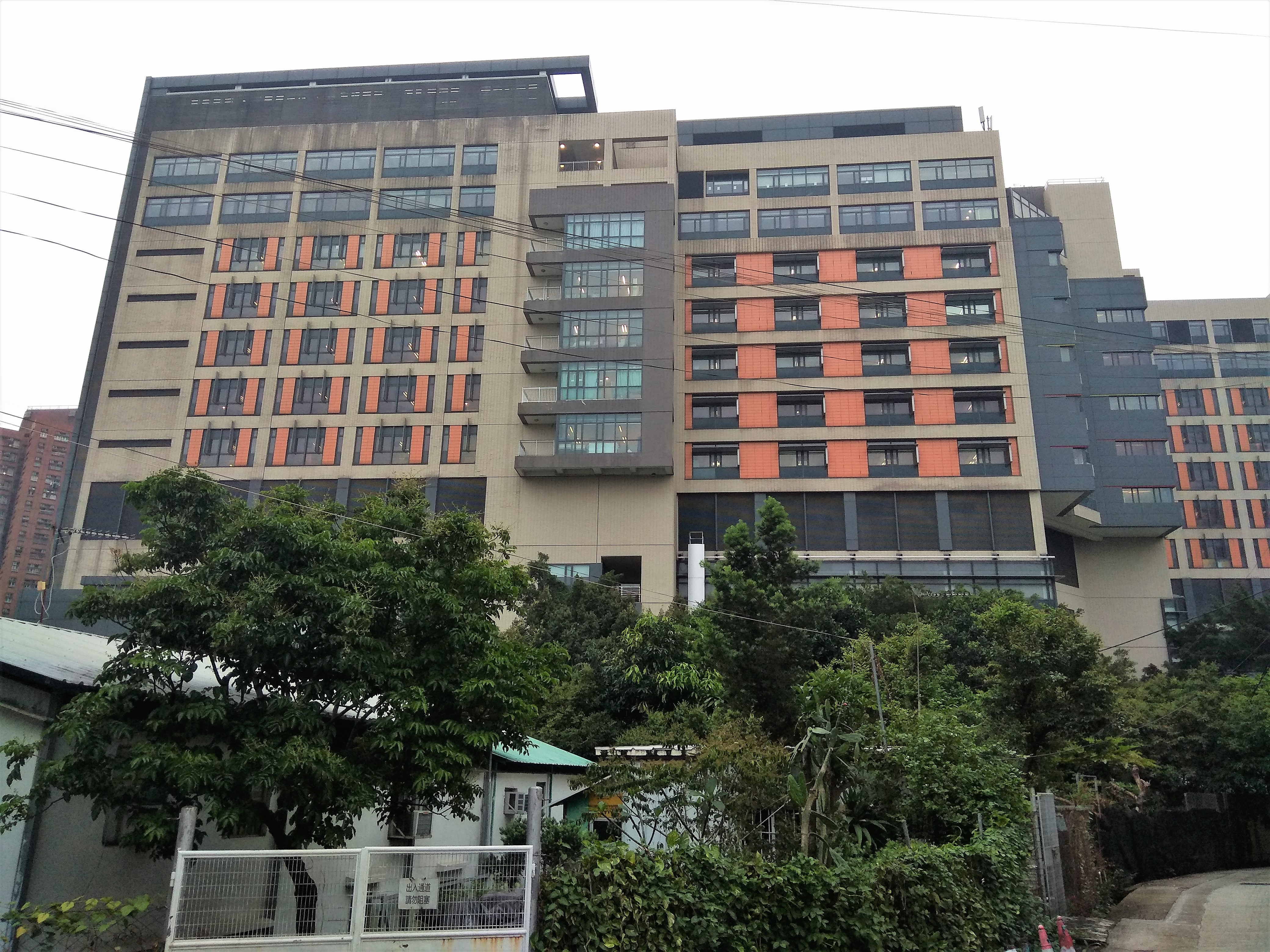
屯門醫院康復大樓

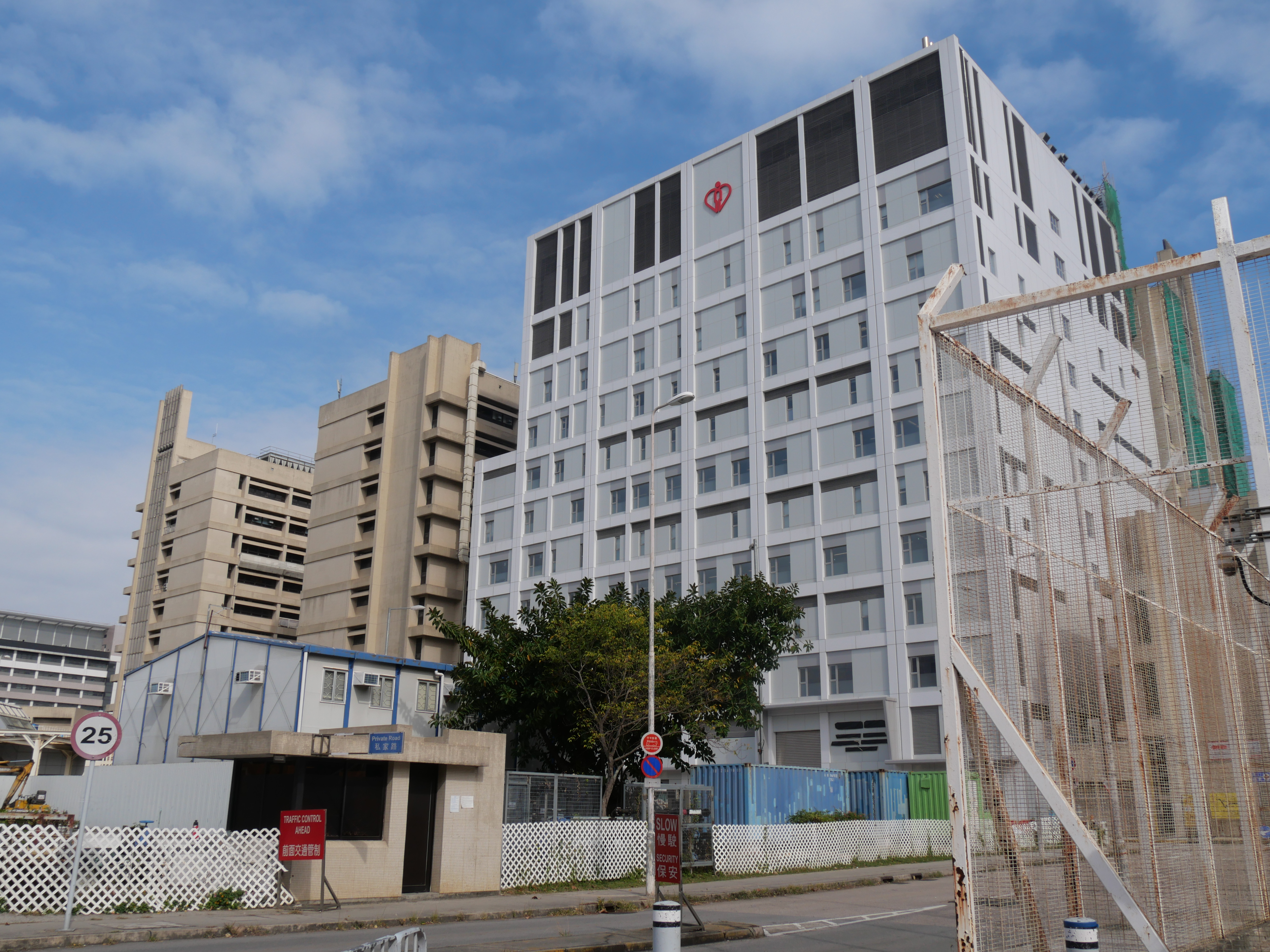
屯門醫院手術室大樓新翼

初期院舍總面積共12萬5千餘平方米，主座大樓樓高11層，特别大樓樓高4層，有一座放射治療大樓、一座3層高的病理學大樓、一座12層高的護士訓練學校及5座職員宿舍。
現時院舍總樓面面積共212,634平方米，包括一座11層的主座大樓，一座14層的康復大樓，一座4層的特別大樓，一座3層的臨床腫瘤科大樓，一座3層的病理學大樓，一座17層的職員宿舍及一座10層的日間醫療中心及一座護士學校。全部院舍都由有行人道、隧道或天橋連接，方便住來。

### 主座大樓
醫院大樓樓高11層，地下主要是急症室及日間寧養中心，1樓有社區服務中心及圖書館，2樓有餐廳、病房及手術室。為了擴展服務，醫院成立了創傷科小組及提供先進的心導管化驗室裝備，並且設有新生嬰兒深切治療部、深切治療部及冠心病護理部。

### 職員宿舍
由A、B及C座組成，B及C座於1980年代興建。醫管局於1991年接管公立醫院後，決定不會繼續為醫院員工提供宿舍。因此，職員宿舍B座改作當值侯命室、夜更室、職員飯堂，及供行政部門之用，職員宿舍C座則改作儲物用途。為配合將職員宿舍B及C座重建為康復大樓，將會裝修職員宿舍A座，並將兩幢職員宿舍內現有的醫院設施遷至該座。

### 病理學大樓
病理學大樓（簡稱病理大樓）樓高3層，由屯門醫院臨床病理部使用。它為屯門醫院和其他新界西聯網醫院提供了全面的化驗服務，包括綜合化驗室、病理解剖及細胞學、血液學及血清學、化學病理學、微生物學和殮房服務。

### 日間醫療中心
日間醫療中心樓高10層，於2001年6月開始提供服務，為居民提供多項專科門診服務，代替原本設在仁愛分科診所的專科門診服務。

### 康復大樓
康復大樓由屯門醫院現有的B及C座職員宿舍重建而成，樓高13層，位處青新徑尾段可飽覽對出草地及北面圓頭山的開揚景觀，是一幢綜合式康復護理大樓，提供多元化的公共療養服務。大樓劃分為3個區域，分別為公用區，即日間康復中心、其他支援及輔助設施；半私家區，及病房層；以及私家區，即供職員使用的夜更房及候召室。
大樓各病房樓層均提供專職醫療服務；在設計理念方面，是將康復設施融入病房樓層之中，運用大量玻璃從屋頂採光，大樓的主屬部份，由12樓的玻璃天花滲入自然日光。將大樓園林化而設有廣闊的花園和庭園，為康復中的病人提供一個舒適現代化的環境。

### 銘琪癌症關顧中心

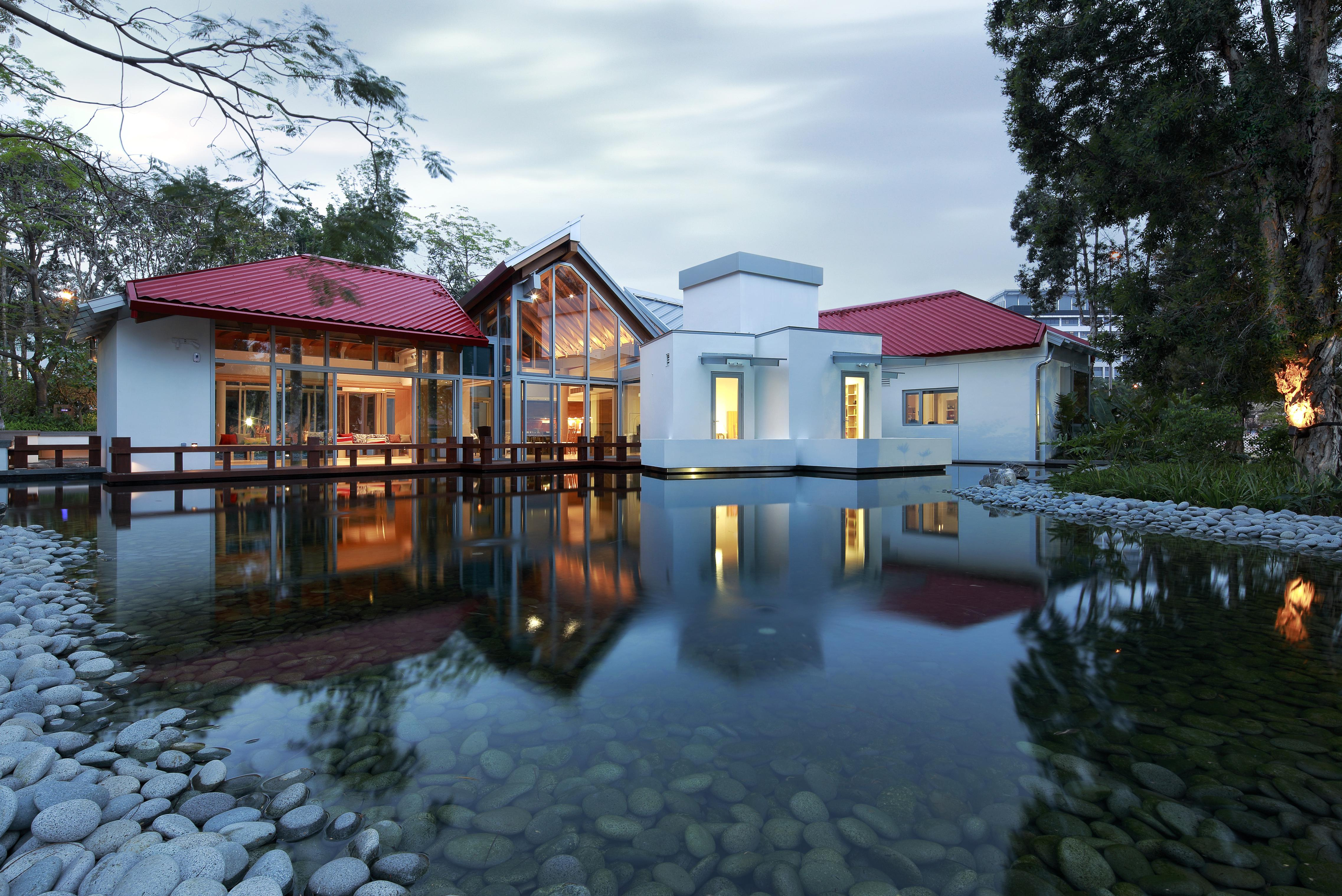
銘琪癌症關顧中心

銘琪癌症關顧中心座落於屯門醫院的花園中，由建築師法蘭克·加里設計，於2012年建成，是英國銘琪以外首間提供癌症輔導服務的中心。中心是為了紀念死於癌症的「美琪凱瑟克（Maggie Keswick Jencks）」而建造，成立的目的是為受癌病影響的人士提供多元化的服務，給予支援和鼓勵。

### 手術室大樓新翼
2016年4月通過手術室大樓擴建工程，在露天停車場興建手術室大樓新翼，新大樓與現有大樓一樣同設10層，現時的11間手術室將搬到新翼，並增加9間至總數20間，較現時多出80%，新手術室的樓底更高、面積亦會擴大至國際標準60平方米，方便日後容納更多大型手術儀器；手術復甦室亦會由11間增加至30間，附設復蘇及支援區。在2017年開展主要工程，而整項工程預計於2021年竣工。

## 服務範圍
屯門醫院共有2000張病床，屯門醫院設有急症室，並且設立創傷中心和緊急輻射治療服務(另一個緊急輻射治療應變中心於柴灣的東區尤德夫人那打素醫院)，亦會提供直升機坪，亦會提供急症普通病床、深切治療病床、心臟深切治療病床、日間診療病床、弱智科病床、寧養病床、復康病床及急症室觀察病床。其醫療服務包括核子醫學、病理學化驗、寧養服務、放射診斷和緊急輻射治療服務。
專科範圍包括：婦瘤科、功能性神經外科、微創外科、介入神經放射學、立體定向放射外科、脊椎神經外科、神經血管外科、神經腫瘤科、神經血管外科、不育科、腸胃肝臟科，心臟科，內分泌及糖尿科，老人科，血液及血液腫瘤科，感染及傳染病科、肝膽胰外科、血管外科、上消化道外科、乳腺外科、大腸肛門外科，甲狀腺外科、整型外科、泌尿外科、胸肺外科、紓緩內科，腎科，腦神經科，呼吸系统科，風濕病科、復康科、內科、麻醉科、心胸肺外科、聽力學科、弱智科、臨床腫瘤科、腦神經外科、婦產科、牙科、眼科、皮膚科、矯形及創傷科（骨科）、兒童及青少年科、耳鼻喉科、內科及老人科、腎科、外科和核子醫學、功能性神經外科、小兒神經外科。
其他醫療服務包括：營養膳食、藥劑服務、物理治療、職業治療、義肢修復矯正服務、言語障礙治療、聽力治療、足病診療、視力及臨床心理服務。
醫院也設立病人支援服務，由義工或團體提供，服務單位包括：屯門醫院社區服務中心、香港紅十字會輔助行動器材租借及圖書服務、香港紅十字會醫院學校、基督教院牧部、天主教牧靈部和佛教覺醒心靈關顧服務。

## 承諾使命
醫院宗旨包括：願景、使命和價值觀。
使命是憑着羣策羣力的團體精神，提供「以人為本」的醫療服務。願景是精誠服務，人人佳選。

### 價值觀
| “ | 以人為本（People FIRST） 公平公正（Fairness） 創優再造（Innovation） 互賴互信（Respect） 安全穩妥（Safety） 協力同心（Teamwork） | ” |

## 社區醫療服務
聯網亦於2003年接管的衛生署轄下8間普通科門診，包括：
社區醫療中心
- - 容鳳書健康中心
  - 天水圍（天業路）社區健康中心
  - 元朗賽馬會健康院

診所
- - 仁愛普通科門診診所
  - 屯門診所
  - 屯門湖康診所
  - 錦田診所
  - 天水圍健康中心（天瑞路）
  - 元朗容鳳書眼科診所（已於2005年3月29日遷往屯門眼科中心）

八間普通科門診分佈於聯網不同的位置，以配合聯網發展社區醫療服務的模式，成為聯網核心的社區醫療基地。
其他的輔助社區醫療中心則分佈於區內各主要地點，如公共屋苑及各非牟利社會服務機構，達致整套全面而有效的社區醫療模式。
- 其他設施及社區服務[4]
  - 病人圖書館
  - 義工服務
  - 輔導服務
  - 善終輔導
  - 健康講座
  - 病人支援小組
  - 病人互助小組
  - 社區醫護計劃
  - 統籌志願團體探訪醫院

## 稱呼
- 由於屯門醫院位置偏遠，在香港口語中亦被代稱為「大西北醫院」、「山旮旯醫院」[52]。

## 外部連結
- 官方网站